# EN7

## Lisboa - Estádio Nacional
A EN 7 foi uma estrada nacional que integrava a rede nacional de estradas de Portugal. Segundo o PNR de 1945, ligava Lisboa ao Estádio Nacional, sempre em perfil de autoestrada. Foi inaugurada pelo regime do Estado Novo, em 1944, tendo sido a primeira autoestrada portuguesa. Como na altura não havia numeração separada para autoestradas, foi denominada de Estrada Nacional 7. Posteriormente, foi renomeada de A5, e em 1991 viu o seu percurso chegar a Cascais.

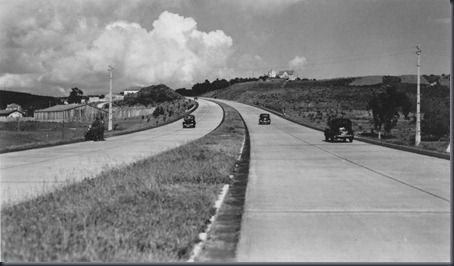
Fotografia da Estrada Nacional 7